# Strubiny (powiat płoński)
Strubiny – wieś sołecka w Polsce położona w województwie mazowieckim, w powiecie płońskim, w gminie Płońsk.
W latach 1975–1998 miejscowość należała administracyjnie do województwa ciechanowskiego. W czasach Rzeczypospolitej Obojga Narodów położona w województwie mazowieckim, ziemi ciechanowskiej, powiecie sąchockim.

## Historia
W czasach nowożytnych wieś należąca do członków drobnoszlacheckiego rodu Strubińskich niewiadomego herbu.